# إصابة

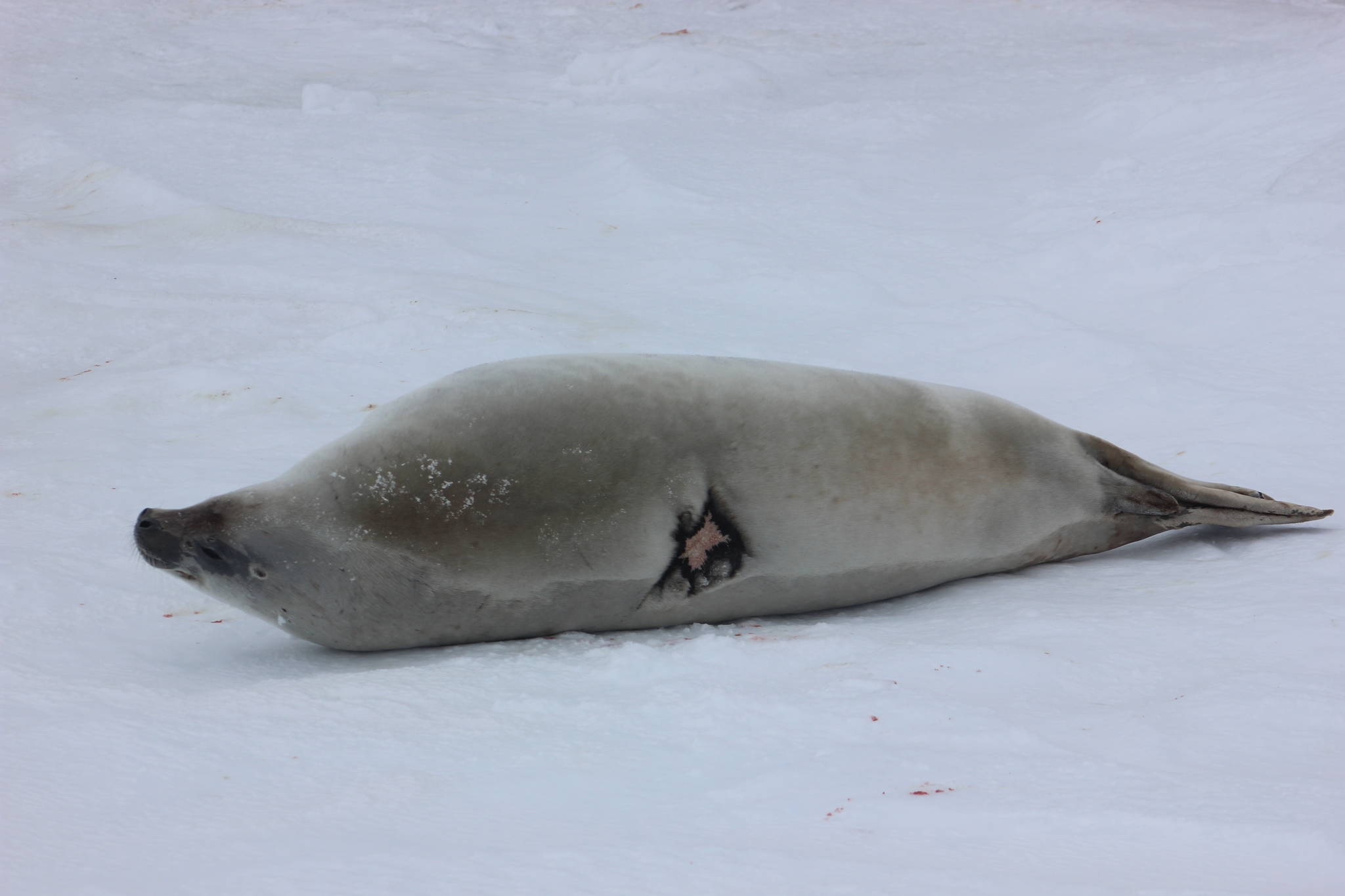
حيوان مصاب

الإصابة هي ضرر فسيولوجي يصيب الأنسجة الحية لأي كائن حي، سواء في البشر أو الحيوانات الأخرى أو النباتات.
يمكن أن تحدث الإصابات بطرق عديدة، بما في ذلك ميكانيكيًا عن طريق اختراق الأشياء الحادة مثل الأسنان أو الأشياء غير الحادة، أو عن طريق الحرارة أو البرودة، أو عن طريق السموم والسموم البيولوجية. تؤدي الإصابة إلى استجابة التهابية في العديد من فصائل الحيوانات؛ وهذا يؤدي إلى التئام الجروح. في كل من النباتات والحيوانات، غالبًا ما يتم إطلاق مواد للمساعدة في سد الجرح، والحد من فقدان السوائل ودخول مسببات الأمراض مثل البكتيريا. تفرز العديد من الكائنات الحية مواد كيميائية مضادة للميكروبات تحد من عدوى الجروح؛ بالإضافة إلى ذلك، تمتلك الحيوانات مجموعة متنوعة من الاستجابات المناعية لنفس الغرض. تمتلك كل من النباتات والحيوانات آليات إعادة النمو التي قد تؤدي إلى التئام كامل أو جزئي للإصابة. يمكن للخلايا أيضًا إصلاح الضرر بدرجة معينة.